# Ahornsee (Großsölk)
Ahornsee är en sjö i Österrike. Den ligger i förbundslandet Steiermark, i den centrala delen av landet. Ahornsee ligger 2 069 meter över havet.
Trakten runt Ahornsee består i huvudsak av kala bergstoppar.